# 2 أس 3 أكتسيا
2 أس 3 أكتسيا هو مدفع ذاتي الحركة السوفيتي 152.4 ملم طور في عام 1968. وكان ردا على الأمريكي إم 109 هاوتزر 155 مم. بدأ التطوير في 1967 وفقا لقرار مجلس وزراء الاتحاد السوفيتي في 4 يوليو 1967. وفي عام 1968 تم الانتهاء من 2 أس 3 أكتسيا (SO-152) وفي عام 1971 دخلت الخدمة.

## الوصف

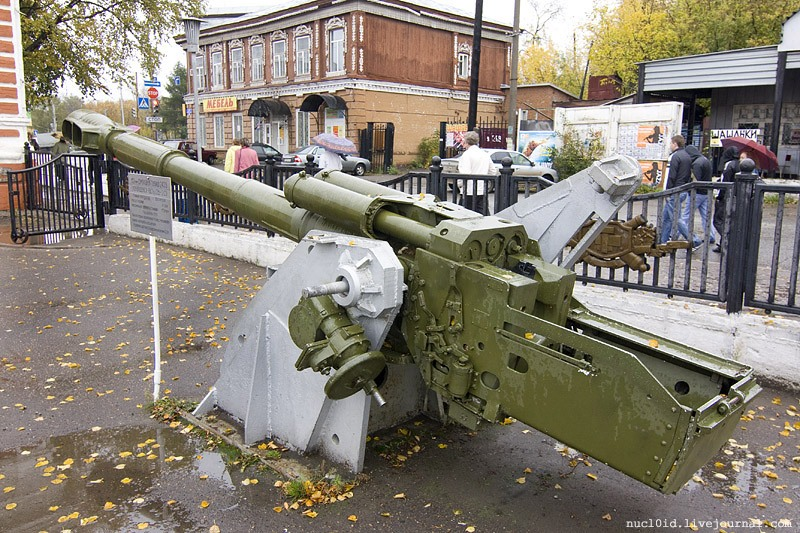
مدفع هاوتزر عيار 152 ملم D-22

يحمل المدفع 46 قذيفة عيار 152 ملم منها 4 قذائف مضادة للدبابات بالإضافة إلى 1500 طلقة عيار 7.62 ملم خاصة بالرشاش المثبت على برج المدفع كما تم تزويده بـ أنظمة حماية ضد أسلحة الدمار الشامل الكيماوية والجرثومية. يبلغ وزن المدفع مع تجهيزاته القتالية 28 طن تقريبا ويتكون طاقمه من 4 أفراد، ومزود بمحرك ديزل طراز اف-59 ذو 12 اسطوانة قوته 520 حصان يعطي القدرة للمدفع للسير بسرعة قصوى تصل إلى 63 كم/ساعة وحتى مدى 500 كم.
يستطيع المدفع اطلاق تشكيلة من القذائف منها شديدة الانفجار ذات مدى 24 كم. وقذائف موجهة حتى مدى 37 كم.

## التاريخ التشغيلي
- الحرب السوفيتية في أفغانستان (1979-1989)
- الحرب الأهلية في طاجيكستان (1992-1997)
- الحرب الشيشانية الأولى (1994-1996)
- الحرب الشيشانية الثانية (1999)
- حرب أوسيتيا الجنوبية 2008 (2008)
- الحرب الأهلية الليبية (2011 إلى الوقت الحاضر)
- الحرب الأهلية السورية (2011 إلى الوقت الحاضر)
- حرب شرق أوكرانيا

## المشغلين
تم تصدير 2 أس 3 أكتسيا إلى الدول الأجنبية ولكن في كميات صغيرة نسبيا.

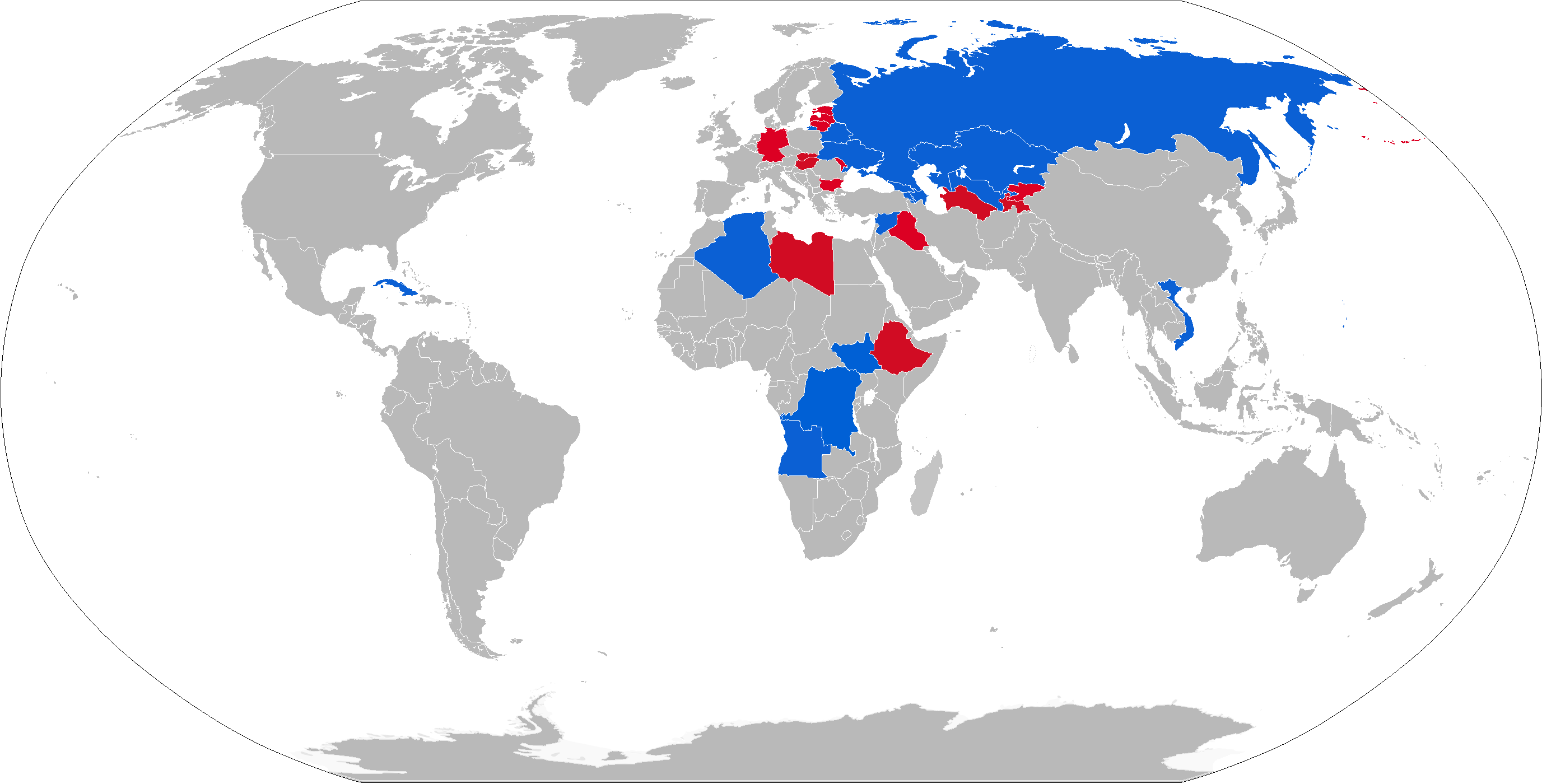
خريطة المشغلين الحاليين لل 2 أس 3 أكتسيا (2S3) باللون الأزرق مع المشغلين السابقين باللون الأحمر

### المشغلين الحاليين
- أذربيجان - 16 تم شراؤها من أوكرانيا ، عرض لأول مرة في عام 2008 عرض عسكري.
- الجزائر - 10 في عام 1995، في الأصل تم شراء 40
- أنغولا - 48
- أرمينيا - 28
- بيلاروس - 168
- كوبا - 200
- إثيوبيا - 10 تم شراؤها من روسيا في عام 1999
- جورجيا - 32 في عام 2012
- المجر - 5 في عام 1995، في الأصل تم شراؤها 18
- كازاخستان - 150
- ليبيا - 55 في عام 1995، وفقا لمصادر أخرى - 36
- روسيا - 931 في الخدمة الفعلية، وأكثر من 1600 في التخزين في عام 2007
- سلوفاكيا
- سوريا - 100 في عام 1995 وفي عام 2006
- تركمانستان - 16
- أوكرانيا - 501
- الولايات المتحدة - 7 (4 تم نقلها من ألمانيا في عام 1993، تم نقل 3 من أوكرانيا في عام 2000 )
- أوزبكستان - 17
- فيتنام - 30

### مشغلين السابقين
- بلغاريا - 20
- ألمانيا الشرقية - 95
- العراق - 35 (حالة غير معروفة، وربما ألغت)
- الاتحاد السوفيتي - صدرت إلى الدول الأعضاء